# قزل‌بلاغ (شهرستان نوکت)
قزل‌بلاغ (به قرقیزی: Кызыл-Булак، قىزىل بۇلاق) یک منطقهٔ مسکونی در قرقیزستان است که در شهرستان نوکت واقع شده‌است. قزل‌بلاغ ۲٬۹۳۲ نفر جمعیت دارد و ۱٬۳۴۰ متر بالاتر از سطح دریا واقع شده‌است.